# ABC-79M 裝甲運兵車
ABC-79M（4×4）（羅馬尼亞文：amfibiu blindat pentru cercetare）裝甲運兵車，由羅馬尼亞研發與生產，前稱 TABC-79（transportorul blindat pentru cercetare），這台裝甲車使用了部分TAB-77（8×8）的零件。

## 摘要
ABC-79M 是 TAB-77 8x8 裝甲運兵車的輕量化版本，它的原型車是羅馬尼亞版本的 BTR-70。兩者皆使用幾個相同的配件。
ABC-79M 是完全兩棲的，並且裝備了一個水用噴氣推進機。此外，它還配備紅外線夜視設備、50米電纜、容量5500公斤的絞車和中央輪胎壓力調節裝置，亦配備引擎預熱器，以供嚴寒時啟動引擎。
它配備了核、化學、生物戰爭的戰鬥套件，並配備了一挺14.5毫米的KPVT重機槍，以及500發子彈作為它的主要武器，一挺7.62毫米的輕機槍，以及2000發子彈作為輔助武器。兩個武器都位於一個小型的單人砲塔，與TAB 77和早期的TAB 71M的砲塔相同。
ABC-79M現已停產，亦不再提供國外或國內銷售。現時只用於羅馬尼亞軍方的二線部隊，除了1994年以色列曾購買的一台以外，並沒有任何出口訂單。

## 衍生版本
衍生版本包括：
- TAB-C型 偵察車
- AM-425 裝甲運兵车
- TAB-79A PCOMA 炮兵觀察車輛
- TAB-79AR 迫擊炮載車
- ML-A95M 車輛用于 CA-95M自行式防空武器

## 画廊

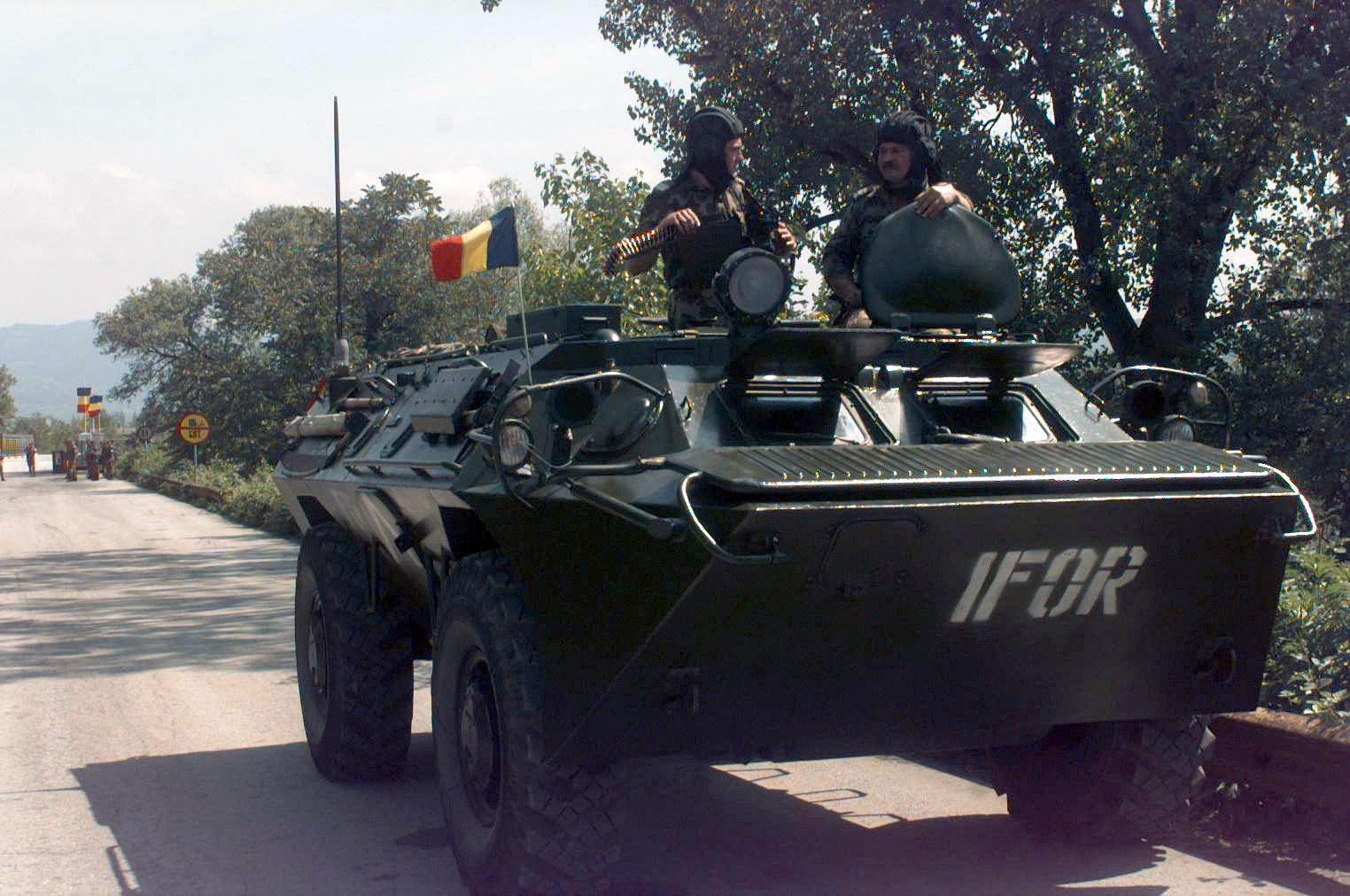
一台TABC-79在參與波士尼亞與赫塞哥維納期间的聯合行動。
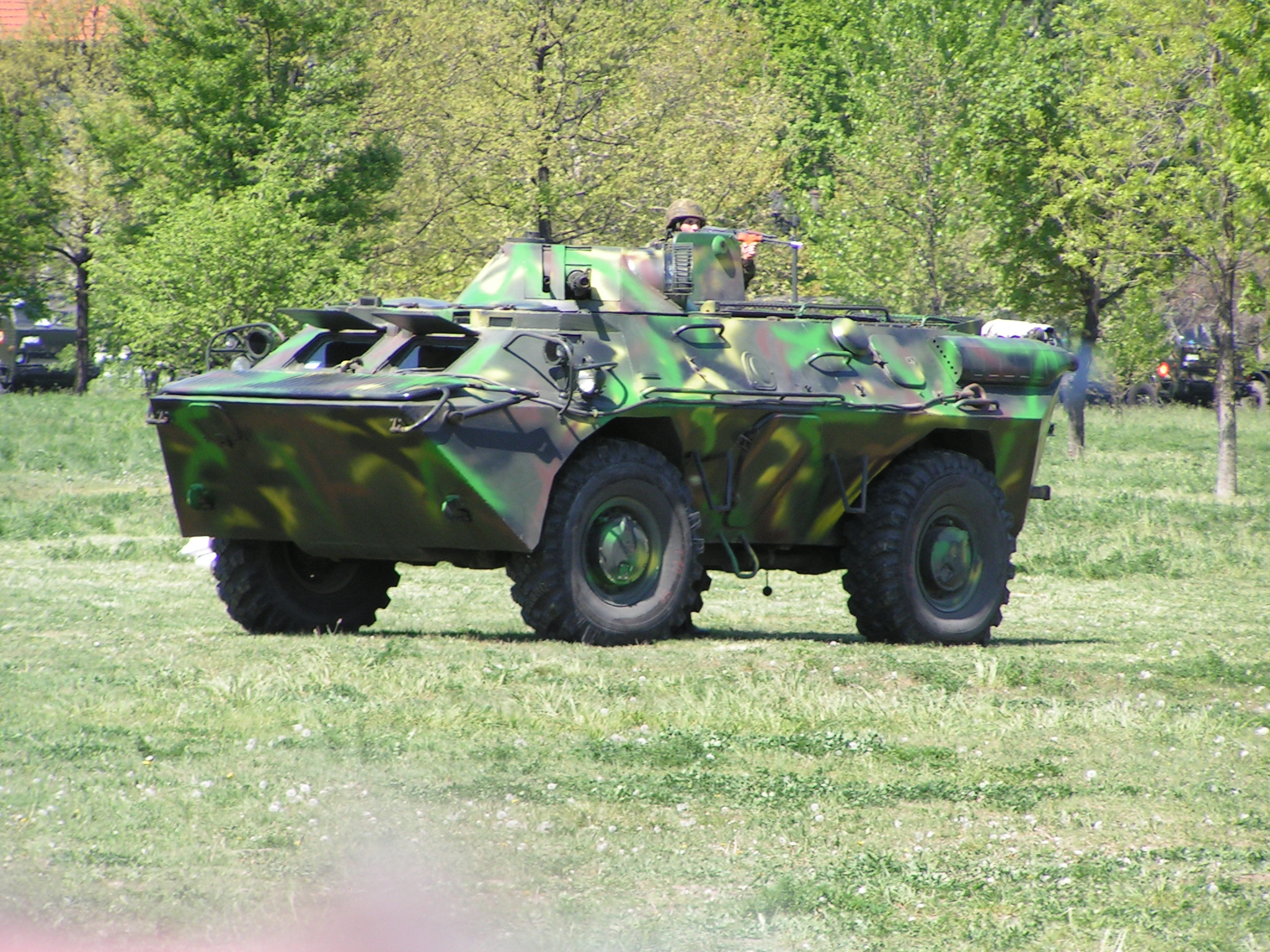
TABC-79在2007年的軍演。。
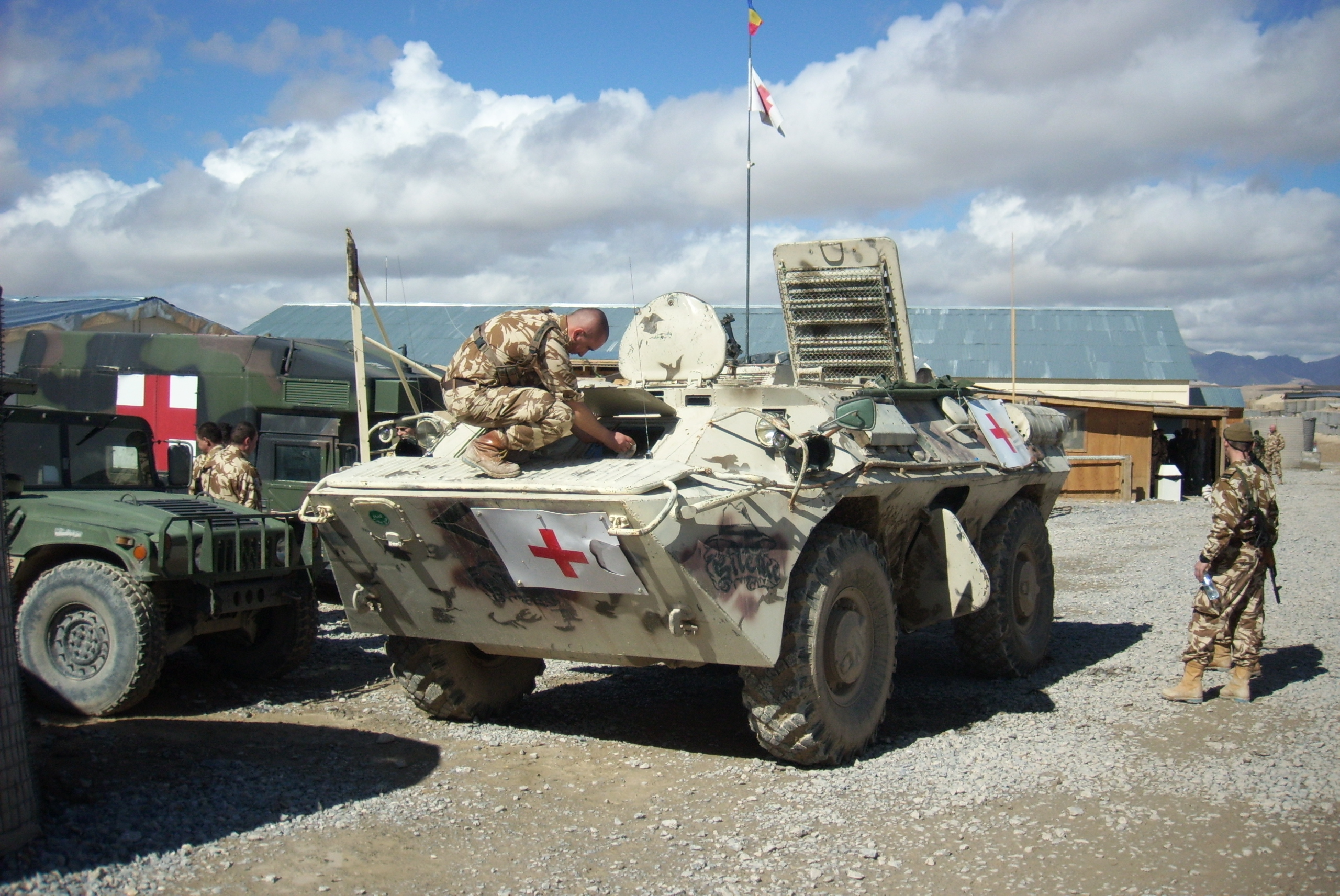
一台医疗版本的TABC-79在阿富汗救援。
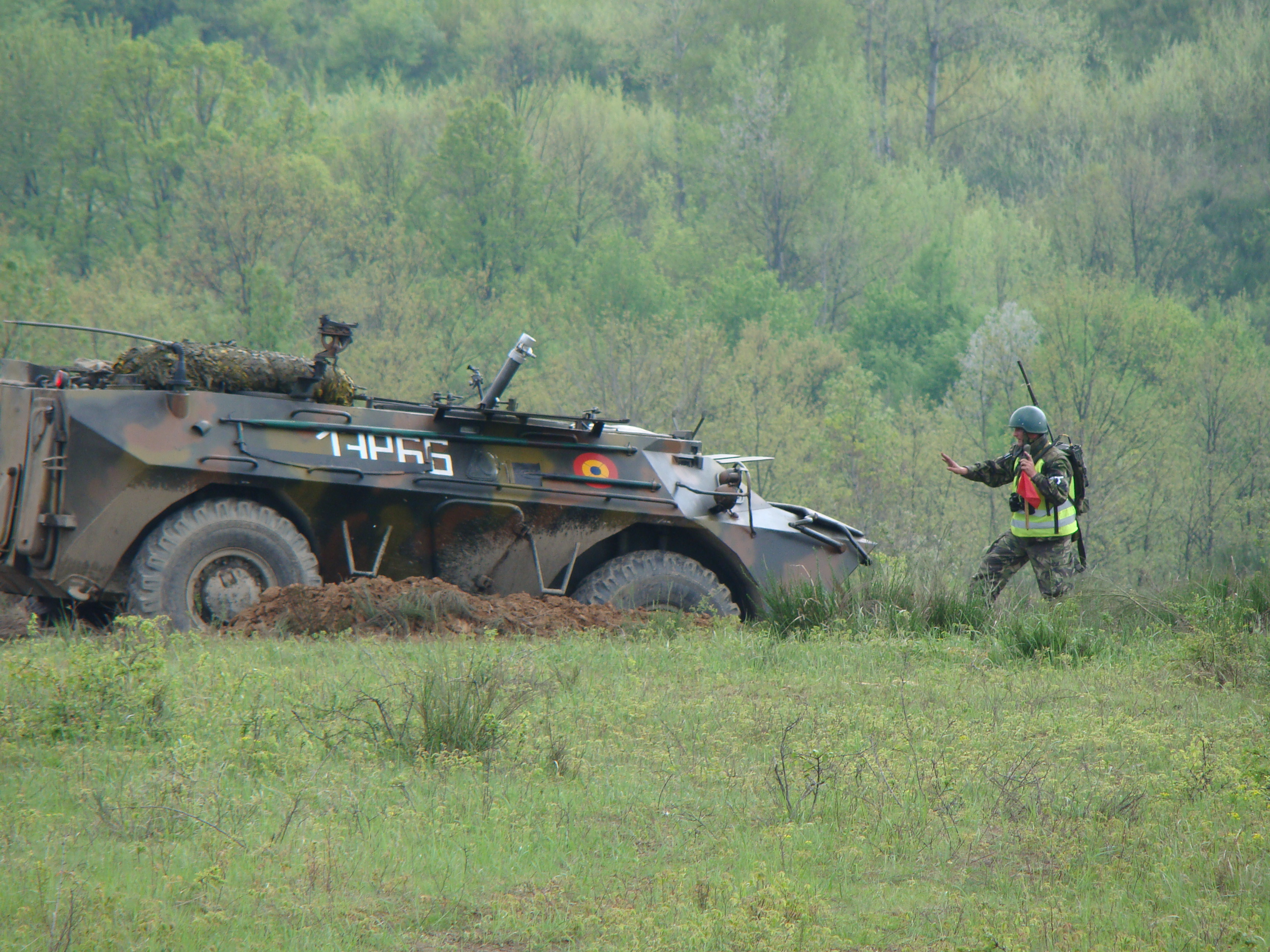
一台TABC-79AR迫击炮载車進行军事演习。

## 外部連結
- www.military-today.com（页面存档备份，存于）